# Spirama innotata
Spirama innotata är en fjärilsart som beskrevs av W. Warren 1913. Spirama innotata ingår i släktet Spirama och familjen nattflyn. Inga underarter finns listade i Catalogue of Life.